# Oedothorax sexoculorum
Oedothorax sexoculorum är en spindelart som beskrevs av Andrei V. Tanasevitch 1998. Oedothorax sexoculorum ingår i släktet Oedothorax och familjen täckvävarspindlar.
Artens utbredningsområde är Nepal. Inga underarter finns listade i Catalogue of Life.